# 셸쇼크
셸쇼크(영어: Shellshock) 또는 배시도어(Bashdoor)는 광범위하게 사용되는 유닉스 배시에서 발생하는 보안 버그로, 2014년 9월 24일에 처음 밝혀졌다.